# Derek Hough
Derek Hough (Salt Lake City, 17 de maio de 1985) é um dançarino, coreógrafo, ator, cantor, compositor e produtor norte-americano, mais conhecido por participar do programa Dancing With The Stars desde setembro de 2007, sendo, atualmente, o dançarino que mais vezes venceu a competição. Hough ainda ganhou o Prêmio Emmy Award de melhor coreografia em 2013 por 3 rotinas coreografadas por ele no DWTS.
Hough também atuou em filmes e em produções teatrais. Em 2006, atuou em Footloose: O Musical, no Teatro Novello, no West End de Londres.

## Filmografia

### Filmes
| Ano  | Título                           | Papel                 | Notas                                                |
| ---- | -------------------------------- | --------------------- | ---------------------------------------------------- |
| 2001 | Harry Potter e a Pedra Filosofal | Estudante de Hogwarts | Papel sem créditos                                   |
| 2012 | Rock of Ages                     | Dançarino             | Aparição                                             |
| 2013 | Make Your Move 3                 | Donny                 | Protagonista O primeiro título do filme foi Cobu 3D. |

### Televisão
| Ano     | Título                                       | Papel                       | Notas                           |
| ------- | -------------------------------------------- | --------------------------- | ------------------------------- |
| 2007    | DanceX                                       | Ele mesmo                   | Palestrante Canal BBC One       |
| 2007-13 | Dancing with the Stars                       | Ele mesmo                   | 5 vezes vencedor Emmy vencedor  |
| 2011    | Better With You                              | Philip (instrutor de dança) | Episódio: "Better With Dancing" |
| 2013    | Family Dance Off                             | Ele mesmo/Apresentador      | Canal Abc                       |
| 2021    | High School Musical: The Musical: The Series | Zach                        | Disney+                         |

### Teatro
| Ano  | Título                  | Papel | Notas                                           |
| ---- | ----------------------- | ----- | ----------------------------------------------- |
| 2005 | Chitty Chitty Bang Bang |       | Estréia na West End de Londres London Palladium |
| 2006 | Jesus Christ Superstar  | Jesus | Teatro Millfield de Londres                     |
| 2006 | Footloose: O Musical    | Ren   | Teatro Novello West End de Londres              |
| 2010 | Burn the Floor          |       | Estréia na Broadway                             |

### Videoclipes
| Ano  | Título                    | Papel               | Notas                                                     |
| ---- | ------------------------- | ------------------- | --------------------------------------------------------- |
| 2008 | That Song in My Head      | Aparição            | Cantora: Julianne Hough Single: That Song in My Head      |
| 2009 | 99 Times                  | Principal           | Cantora: Kate Voegele Álbum: A Fine Mess                  |
| 2009 | Download                  | Aparição            | Cantora: Lil' Kim Single: Download                        |
| 2010 | Parachute                 | Bailarino principal | Cantora: Cheryl Cole Álbum: 3 Words                       |
| 2013 | Someone Somewhere Tonight | Bailarino principal | Cantora: Kellie Pickler Single: Someone Somewhere Tonight |
| 2014 | Get My Name               | Diretor             | Cantor: Mark Ballas Single: Get My Name                   |
| 2016 | The Arena                 | Bailarino principal | Cantora: Lindsey Stirling Álbum: Brave Enough             |

## Emmy Awards
Derek foi indicado oito vezes ao Emmy na categoria de melhor coreografia e venceu 2 vezes por seu trabalho no Dancing with the Stars. 
A primeira foi em 2009, quando ele dividiu a indicação junto à sua irmã mais nova, Julianne Hough, com sua rotina Jive. 
O segundo foi em 2010, com uma coreografia futurista de sua rotina de Paso Doble (dançou com Joanna Krupa na nona temporada) e com sua rotina de Quickstep (dançando com Nicole Scherzinger na décima temporada) e a terceira indicação, também em 2010, de sua rotina de Paso Doble, em parceria com Chelsie Hightower. 
Hough teve duas indicações na mesma categoria em 2013, uma em parceria com Allison Holker por suas duas rotinas contemporâneas (dançou com Allison Holker, Melanie Moore, Jessica Lee Keller e Katherine McCormick na temporada 16 ) e (dançou com Brilynn Rakes na temporada 16). E a outra indicação foi para sua rotina Quickstep, Mambo (ambos dançados com Shawn Johnson no temporada 15: All-stars) e para sua coreografia moderna “Gravity Defying” (dançou com Jaimie Goodwin na temporada 16). Ele venceu o último. 
| Ano  | Categoria          | Estilo de dança(s)/Musica(s)                                                       | Parceiros(s) de dança                                                            | Candidato(s)                  | Resultado |
| ---- | ------------------ | ---------------------------------------------------------------------------------- | -------------------------------------------------------------------------------- | ----------------------------- | --------- |
| 2009 | Melhor Coreografia | Jive/"Great Balls on Fire"                                                         | Julianne Hough                                                                   | Derek Hough Julianne Hough    | Nomeado   |
| 2010 | Melhor Coreografia | Futuristic Paso Doble/"Living on video" Quickstep/"Anything goes"                  | Joanna Krupa Nicole Scherzinger                                                  | Derek Hough                   | Nomeado   |
| 2010 | Melhor Coreografia | Paso Doble/"Malaguena"                                                             | Chelsie Hightower                                                                | Derek Hough Chelsie Hightower | Nomeado   |
| 2013 | Melhor Coreografia | Quickstep/"Hey Pachuco" Mambo/"Para Los Rumberos" Gravity Defying/"Walking on Air" | Shawn Johnson Jaimie Goodwin                                                     | Derek Hough                   | Vencedor  |
| 2013 | Melhor Coreografia | Contemporâneo/"Stars" Contemporâneo/"Heart Cry"                                    | Brilynn Rakes Alison Holker Melanie Moore Jessica Lee Keller Katherine McCormick | Derek Hough Alison Holker     | Nomeado   |

## Vida Pessoal
Derek Hough namorou a atriz Shannon Elizabeth, a cantora, a atriz Cheryl Cole e a também atriz Nina Dobrev. Derek namora a dançarina Hayley Erbert do programa 'So You Think You Can Dance' desde agosto de 2015.